# Opisthacanthus lourencoi
Espèce
Opisthacanthus lourencoi est une espèce de scorpions de la famille des Hormuridae.

## Distribution
Cette espèce est endémique de la région d'Androy à Madagascar. Elle se rencontre vers Beraketa.

## Description
La femelle holotype mesure 47,4 mm.

## Systématique et taxinomie
Cette espèce a été décrite par Ythier en 2022.

## Étymologie
Cette espèce est nommée en l'honneur de Wilson R. Lourenço.

## Publication originale
- Ythier, 2022 : « A new species of Opisthacanthus Peters, 1861 from the dry savannah formations of southern Madagascar (Scorpiones: Hormuridae) » Faunitaxys, vol. 10, no 45, p. 1-7 (texte intégral).